# Гулёково
Гулёково — деревня в Глазовском районе Удмуртии. Административный центр Гулёковского сельского поселения.

## География
Деревня находится на расстоянии 22 км к юго-западу от города Глазов, административного центра района. Абсолютная высота — 176 м над уровнем моря.

### Часовой пояс
Деревня Гулёково, как и вся Удмуртская Республика, находится в часовой зоне МСК+1. Смещение применяемого времени относительно UTC составляет +4:00.

## Население
| 2010 | 2012 |
| ---- | ---- |
| 389  | ↗393 |

## Улицы
| - ул. Береговая, - ул. Молодёжная, - ул. Нижняя, - ул. Новая, | - ул. Центральная, - пер. Школьный, - пер. Южный. |

## Инфраструктура
В деревне действуют начальная школа и фельдшерско-акушерский пункт.